# Batang (ort)
Batang är en ort i Indonesien.   Den ligger i provinsen Jawa Tengah, i den västra delen av landet, 400 km öster om huvudstaden Jakarta. Batang ligger 14 meter över havet och antalet invånare är 115 537.
Terrängen runt Batang är platt. Havet är nära Batang åt nordväst. Runt Batang är det tätbefolkat, med 476 invånare per kvadratkilometer. Batang är det största samhället i trakten. Omgivningarna runt Batang är en mosaik av jordbruksmark och naturlig växtlighet.